# فرانک مولر
فرانک مولر (انگلیسی: Frank Muller؛ ۵ مهٔ ۱۹۵۱ – ۴ ژوئن ۲۰۰۸) یک هنرپیشه صحنه نمایش و تلویزیون اهل ایالات متحده آمریکا بود. وی بیشتر به عنوان یک راوی کتاب‌های گویا شناخته شده‌است.
وی در ۴ ژوئن ۲۰۰۸ در بیمارستان دانشگاه دوک درگذشت.